# Leszek Nekanda-Trepka

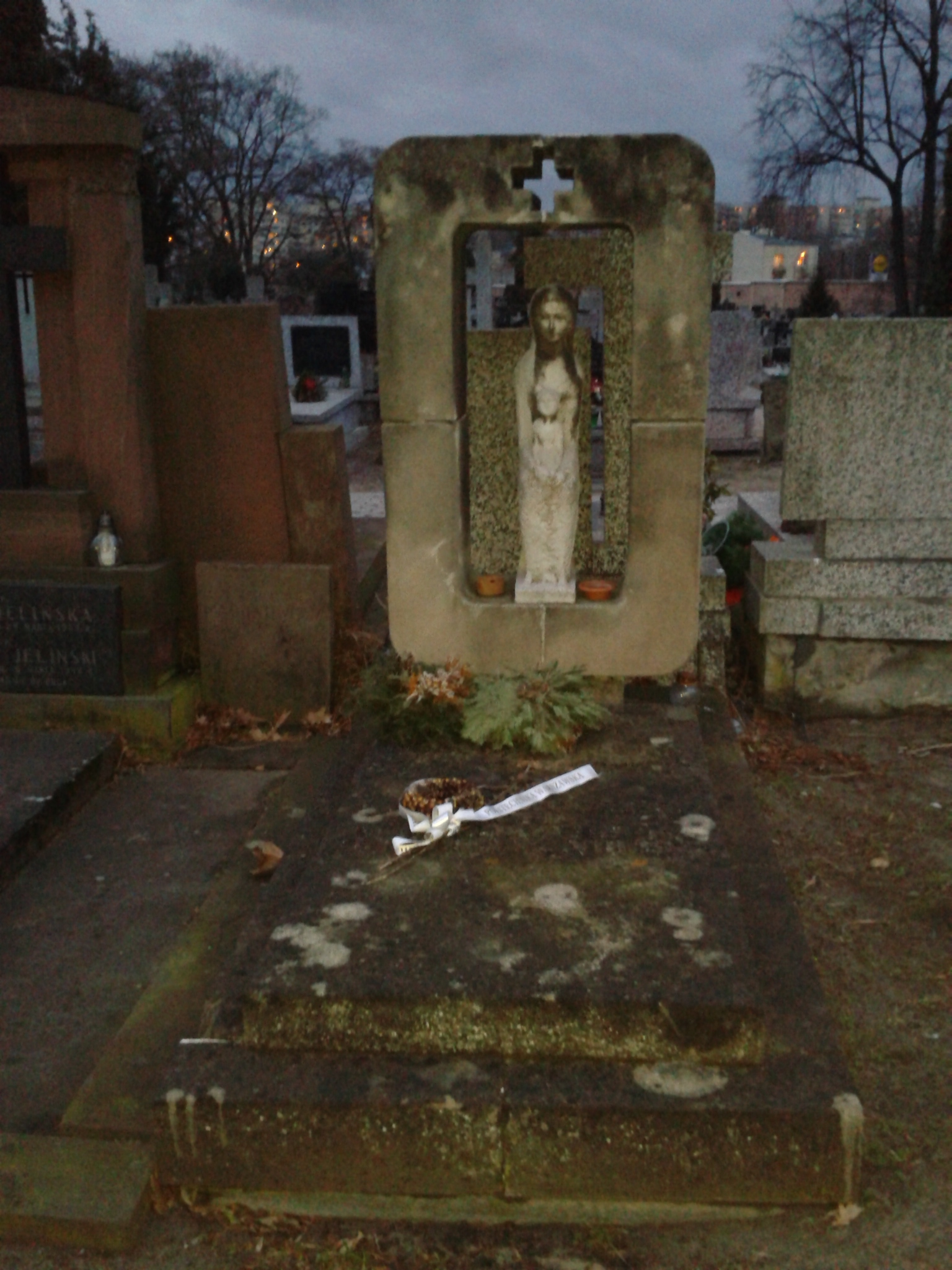
Grób prof. Leszka Nekandy-Trepki na cmentarzu Bródnowskim

Leszek Nekanda-Trepka (ur. 22 lutego 1907 w Janowicach, zm. 18 sierpnia 2003 w Warszawie) – polski inżynier spawalnictwa, prof. dr. hab. inż. Politechniki Warszawskiej.

## Życiorys
Ukończył studia na Politechnice Warszawskiej, a następnie rozpoczął pracę na uczelni, od 1937 należał do Sekcji Spawalniczej SIMP. Podczas II wojny światowej uczestniczył w życiu konspiracyjnym w szeregach Armii Krajowej, walczył w powstaniu warszawskim. W 1951 z połączenia Szkoły Inżynierskiej im. Wawelberga i Rotwanda i części jednostek Politechniki powstał Wydział Mechaniczny Technologiczny, jedną z powstałych była Katedra Spawalnictwa. Leszek Nekanda-Trepka rozpoczął tam pracę w październiku 1951, przez dwadzieścia sześć lat wykładał przedmiot konstrukcje spawane. Od 1961 do 1965 pełnił funkcję kierownika Katedry Spawalnictwa, a następnie był organizatorem Zakładu Automatyzacji Spawania, wprowadził również przedmiot "Mechanizacja i automatyzacja w spawalnictwie". Tytuł profesora uzyskał w 1983, wykładał również na Politechnice Białostockiej, Poznańskiej i Świętokrzyskiej. Przez wiele lat był redaktorem "Przeglądu Spawalniczego". Pochowany na Cmentarzu Bródnowskim (kwater 60F-5-32).